# Wijken en buurten in Nunspeet
De Nederlandse gemeente Nunspeet is voor statistische doeleinden onderverdeeld in wijken en buurten. De gemeente is verdeeld in de volgende statistische wijken:
- Wijk 00 Nunspeet (CBS-wijkcode:030200)
- Wijk 01 Elspeet-Vierhouten (CBS-wijkcode:030201)

Een statistische wijk kan bestaan uit meerdere buurten. Onderstaande tabel geeft de buurtindeling met kentallen volgens het Centraal Bureau voor de Statistiek (2008):
| CBS-buurtcode | Buurtnaam                                 | Inwonertal | Opp. totaal (ha) | Opp. land (ha) | Ligging                |
| ------------- | ----------------------------------------- | ---------- | ---------------- | -------------- | ---------------------- |
| BU03020000    | Nunspeet-Oost                             | 9010       | 287              | 287            | Locatie in de gemeente |
| BU03020001    | Nunspeet-West                             | 9080       | 270              | 270            | Locatie in de gemeente |
| BU03020002    | Nunspeet-Zuid                             | 190        | 146              | 146            | Locatie in de gemeente |
| BU03020003    | Hulshorst                                 | 790        | 52               | 52             | Locatie in de gemeente |
| BU03020005    | Verspreide huizen Hulshorst               | 500        | 318              | 318            | Locatie in de gemeente |
| BU03020006    | Verspreide huizen Zuiderzeeland Nunspeet  | 1150       | 1186             | 1183           | Locatie in de gemeente |
| BU03020007    | Verspreide huizen Zuiderzeeland Hulshorst | 380        | 1041             | 1041           | Locatie in de gemeente |
| BU03020008    | Verspreide huizen bosgebied Nunspeet      | 90         | 1077             | 1073           | Locatie in de gemeente |
| BU03020009    | Verspreide huizen bosgebied Hulshorst     | 230        | 1445             | 1445           | Locatie in de gemeente |
| BU03020100    | Elspeet                                   | 2730       | 116              | 116            | Locatie in de gemeente |
| BU03020101    | Vierhouten                                | 390        | 134              | 134            | Locatie in de gemeente |
| BU03020107    | Verspreide huizen bosgebied Vierhouten    | 370        | 3773             | 3773           | Locatie in de gemeente |
| BU03020108    | Verspreide huizen Elspeet en omgeving     | 1550       | 884              | 884            | Locatie in de gemeente |
| BU03020109    | Verspreide huizen Elspeetse Bos           | 100        | 2153             | 2153           | Locatie in de gemeente |